# Guy Nixon
Guy John Nixon (ur. 1909, zm. 12 marca 2001) – brytyjski narciarz. Uczestnik mistrzostw świata. Rekordzista Wielkiej Brytanii w długości skoku narciarskiego mężczyzn w latach 1931–1987.

## Kariera sportowa
Nixon dwukrotnie brał udział w rywalizacji skoczków narciarskich na mistrzostwach świata seniorów. W 1929 w Zakopanem w pierwszej serii upadł przy skoku na odległość 36 metrów, a w drugiej nie wystartował i ostatecznie nie został sklasyfikowany. Z kolei dwa lata później w Oberhofie, po skokach na odległość 44 i 49 metrów, zajął 60. miejsce, wyprzedzając 13 rywali – na jego wyniku zaważył upadek w pierwszej serii – gdyby udało mu się ustać tę próbę, zająłby miejsce w pierwszej połowie stawki rywalizującej w tym konkursie.
W 1930 w Davos wystartował w konkursie skoczków narciarskich na zimowych akademickich mistrzostwach świata, gdzie po skokach na odległość 40, 42 i 44 metrów zajął 20. miejsce – po pierwszej serii tej rywalizacji, wraz z brytyjskim zespołem, plasował się na 1. pozycji w klasyfikacji drużynowej tych zawodów, jednak słabsze próby Brytyjczyków i upadki (w tym Nixona w jego drugim skoku) w pozostałych dwóch seriach sprawiły, iż nie utrzymali tej pozycji i ostatecznie zostali sklasyfikowani na 3. miejscu, za reprezentacjami Austrii i Niemiec.
Nixon był jednym z trzech brytyjskich skoczków narciarskich, którzy jako pierwsi osiągnęli odległość 50 metrów (oprócz niego dokonali tego Percy Legard i Colin Wyatt). 24 lutego 1931 na skoczni Bolgenschanze w Davos wynikiem 62 metrów ustanowił rekord Wielkiej Brytanii w długości skoku narciarskiego mężczyzn, bijąc wynik 57,5 metra osiągnięty 2 tygodnie wcześniej przez Wyatta – rezultat Nixona został pobity dopiero po 56 latach, w lutym 1987, podczas mistrzostw świata w Oberstdorfie, gdy Eddie Edwards uzyskał odległość 73 metrów.
Mimo niewielkiego doświadczenia w biegach narciarskich Nixon, chcąc się zrehabilitować po nieudanym starcie w rywalizacji skoczków narciarskich, wystartował także w konkursie kombinatorów norweskich na Mistrzostwach Świata w Narciarstwie Klasycznym 1931, zajmując 34. miejsce w gronie 47 zawodników, którzy ukończyli te zmagania – w części biegowej miał 61. czas (do zwycięzcy tej części, Norwega Johana Grøttumsbråtena stracił 39 minut), a w części skokowej uzyskał 46,5 i 50 metrów, co było 22. wynikiem w stawce (pod względem odległości był to 11. rezultat, jednak Nixon otrzymał niskie oceny za styl).
Nixon uprawiał także narciarstwo alpejskie. Wziął udział w nieoficjalnym biegu zjazdowym podczas Mistrzostw Świata w Narciarstwie Klasycznym 1929, plasując się na 6. pozycji, tracąc do trzeciego w tej konkurencji Stefana Lauenera 9 sekund.
Brał udział w meczach narciarskich między Uniwersytetem Oksfordzkim a Uniwersytetem w Cambridge (reprezentując drugą z tych uczelni) – w 1928 podczas takiej rywalizacji Nixon wygrał w slalomie, był drugi w zjeździe i trzeci w skokach narciarskich, a 2 lata później wygrał w zawodach skoczków narciarskich.
W 1932, ze względu na dużą odległość (zawody rozgrywano w amerykańskim Lake Placid), podobnie jak pozostali brytyjscy skoczkowie nie wziął udziału w Zimowych Igrzyskach Olimpijskich 1932. W tym czasie zakończył swoją karierę sportową.

## Życie prywatne
Guy John Nixon urodził się w 1909. Był synem Jamesa Arundela Nixona i Joan Burdett Money-Coutts. Miał starszego brata – Arundela Jamesa Nixona. W 1933 wziął ślub z Barbarą Helen Morgan, w tym samym roku urodziła się ich jedyna córka – Sara Nixon. W 1992, rok po śmierci pierwszej żony, ożenił się z Michelle Carey. Uczył się w Eton College, a następnie ukończył Pembroke College na Uniwersytecie w Cambridge uzyskując tytuł bakalaureata.
W czasie II wojny światowej pracował w Brytyjskiej Marynarce Handlowej jako operator radiowy, a następnie służył w MI5. Po wojnie wyjechał na Guernsey, gdzie podjął pracę w Elizabeth College, zostając tam nauczycielem i kierownikiem wydziału języków nowożytnych. Zmarł 12 marca 2001.